# Jandelsbrunn
Jandelsbrunn er en kommune i Landkreis Freyung-Grafenau i Regierungsbezirk Niederbayern i den tyske delstat Bayern.

## Geografi
Kommunen ligger i Region Donau-Wald i Bayerischer Wald.

### Landsbyer og bebyggelser
Jandelsbrunn, Anglberg, Aßberg, Aßbergermühle, Binderhügel, Bognerwies, Brunnermühle, Duschlwies, Edhäusl, Fasangarten, Freud, Grund, Grundmühle, Gsteinet, Hanselmühle, Heindlschlag, Hintereben, Hinterwollaberg, Höllmühle, Kaltwasser, Jandelsbrunnermühle, Laßberg, Lenzmühle, Mitterau, Mösing, Neufang, Neuweid, Ödhof, Pfifferhof, Poppenreut, Reichermühle, Reichling, Rehleiten, Reut, Rohrhof, Rosenberg, Saghäuser, Sagmühle, Scheiben, Schindelstatt, Schlag, Steinerfurth, Voglöd, Vorderau, Vordereben, Weid, Wolfau, Wollaberg og Zielberg.